# Hit Mania Estate 2017
Hit Mania Estate 2017 è una compilation di artisti vari facente parte della serie Hit Mania, pubblicata il 14 Luglio 2017.
La compilation contiene 2 CD in versione singola e 4 CD in versione cofanetto dove oltre al CD2: "Hit Mania Estate 2017 Club Version", troveremo anche il CD3: "Chill & Deep House Party Estate 2017" e il CD4: "Techno-Logy Estate 2017". Entrambe le versioni contengono la rivista "Hit Mania Magazine".
La compilation è stata mixata dal disc jockey Mauro Miclini di Radio Deejay e la copertina è stata curata e progettata da Gorial.

## Tracce CD1
Disco 1
1. Sean Paul – No Lie (feat. Dua Lipa)
2. Benji & Fede – Tutto Per Una Ragione (feat. Annalisa)
3. Shorty, Fuego, Pitbull & Jacob Forever – La Dura Remix (Shorty Radio Rmx)
4. Thegiornalisti – Riccione
5. Jenn Morel – Pónteme (Sak Noel Rmx)
6. The Weeknd – Rockin'
7. Jamiroquai – Cloud 9
8. Alok & Bruno Martini – Hear Me Now (feat. Zeeba)
9. Benny Benassi X Lush & Simons – We Light Forever Up (feat. Frederick)
10. Mario Venuti – Caduto Dalle Stelle (Get Far Mario Fargetta Rmx)
11. Molella – If You Wanna Party (Molella & Valentini Extended) (feat. The Outhere Brothers)
12. Gabry Ponte – Tu Sei (feat. Danti)
13. Steven Soprano VS. Cicco DJ – Juste Un Seul Mot
14. Joe Bertè – Boom Boom (feat. P4T & RKR De Cuba)
15. Klissmoon – Waiting For You
16. Roby Pinna – On My Own
17. Steven May & Rohand – Why Don't You Stay
18. Jacopo Galeazzi – I Feel Alive Tonight
19. Jungle Kid – I Feel Fire
20. L'Aura – I'm An Alcoholic
21. Fred De Palma – Adiòs
22. LP – Strange
23. Imagine Dragons – Believer
24. Francesco Gabbani – Estate

## Tracce CD2
1. May – Hot Blood
2. DJ Sanny J – Pom Bla Bla (HM Version)
3. Viola G. feat. Christian Di Pasquale – I See White
4. Bsharry – Swinging (Radio Version)
5. Alex Phratz & Wave Dave feat. German Leguizamon & Gemini – Everybody Dance
6. Heart Killer – Take Me To The Paradise
7. Alex Milani feat. Rhett Fisher – Where The Stars Go
8. The Gardner – So Good
9. Mihai Mihai – That Soon
10. DJ Nell & DJ Fr3y vs Fabio Kam – Me And You (feat. Alex Class)
11. Baldazar – Everybody
12. Biagio Lisanti vs Cicco DJ & Junior Paes – Candace Lullaby
13. Domy Pirelli – When I Think About You (Happy Summer Mix)
14. Jacob Galsen feat. Anthony Matthews – I'm A Fool
15. Oscar B Project & Emanuele Carocci – In My Heart
16. DJ Noiselover & Luis Navarro – Cloud Nine
17. Santarini DJ feat. Donnie Reyes – El Guarapo
18. Klangkuenstler – House Nation
19. Devid Morrison & Max Coccobello – Beep Pop
20. Marco Burani & Lorenzo Busilacchi – I'm All Alone
21. Franck Beta – Be Or Not To Be In You (Original Version)
22. Banua – Wonderful World
23. DJ Mirko B. – Vosalo Pappa (Andapatra)
24. Eros Pandi feat. Steven May – Summer Friday